# Izrael az Eurovíziós Dalfesztiválokon
Izrael eddig negyvenhét alkalommal vett részt az Eurovíziós Dalfesztiválon.
Az izraeli műsorsugárzó az Israel Broadcasting Authority volt, amely 1957 óta tagja az Európai Műsorsugárzók Uniójának, és 1973-ban csatlakozott a versenyhez. Bár az EBU-nak több észak-afrikai és közel-keleti tagja is van, Marokkó egyszeri szereplését nem számítva Izrael az egyetlen, amely részt vesz. 2017-től az Izraeli Közszolgálati Televízió az ország műsorsugárzója.

## Története

### Évről évre
Izrael 1973-ban debütált, és a verseny első nem európai résztvevője lett.
Első győzelmükre nem kellett sokat várniuk, már 1978-ban nyerni tudtak. A következő évi jeruzsálemi verseny volt az első, melyet Európán kívül rendeztek meg. Hazai pályán megismételték a sikert, de másodszor már nem vállalták a rendezést. Sőt végül részt se vettek, mert a verseny dátuma egybeesett egy izraeli nemzeti ünneppel. Később 1984-ben és 1997-ben nem vettek részt hasonló okból.
Az 1993 és 2003 között érvényben lévő kieséses rendszer értelmében 1994-ben nem vehettek részt az előző évi rossz eredmény miatt. 1996-ban rendhagyó módon egy előválogatót rendeztek, ahol nem sikerült kivívniuk a részvételt, és így 1995-ös nyolcadik helyük ellenére nem vehettek részt. 1998-as visszatérésük alkalmával harmadik győzelmüket szerezték meg, így az 1999-es versenyt ugyanott rendezték, mint húsz évvel korábban.
Az elődöntők 2004-es bevezetése óta hatszor, 2004-ben, 2007-ben, 2011-ben, 2012-ben, 2013-ban és 2014-ben nem sikerült döntőbe jutniuk.
2005-ben, 2008-ban és 2015-ben a legjobb tíz között végeztek a döntőben, háromszor zárták a versenyt huszinmarmadik helyen: 2006-ban, 2017-ben és 2019-ben a hazai rendezésű versenyen, kétszer végeztek tizennegyedik helyen 2010-ben és 2016-ban, 2009-ben pedig tizenhatodik helyezettek lettek.

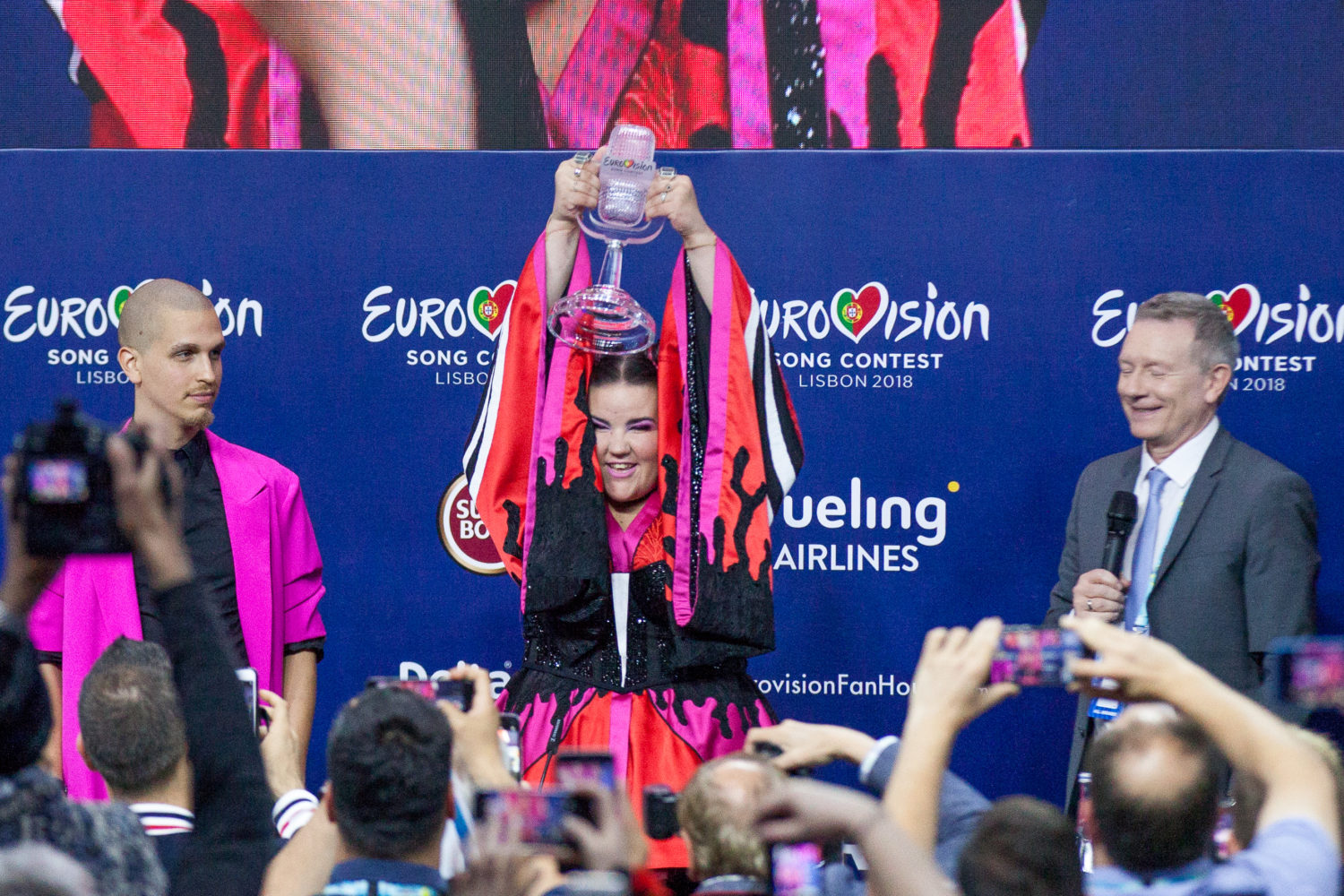
Netta, a 2018-as dalfesztivál győztese a döntő utáni sajtótájékoztatón.

A 2018-as Eurovíziós Dalfesztiválon, Netta a Toy című dalával képviselte az országot. Az elődöntőben 283 ponttal megszerezte az első helyet, majd a döntőbe bejutva megnyerte az Eurovíziós Dalfesztivált 529 ponttal. A következő évben először Tel-Aviv adott otthont a rendezvénynek. Érdekesség, hogy idáig mindig húszévente rendezte Izrael a dalversenyt. Hazai pályán az országot képviselő Kobi Marimi huszonharmadik lett.
2020-ban Eden Alene képviselte volna az országot, azonban március 18-án az Európai Műsorsugárzók Uniója bejelentette, hogy 2020-ban nem tudják megrendezni a versenyt a COVID–19-koronavírus-világjárvány miatt. Az izraeli műsorsugárzó jóvoltából az énekesnő végül újabb lehetőséget kapott az ország képviseletére a következő évben. 2021-ben sikeresen továbbjutottak a döntőbe, ahol tizenhetedik helyen végeztek. A következő évben tizenharmadikok lettek az elődöntőben, így hat évnyi folyamatos továbbjutás után nem voltak jelen a döntőben. 2023-ban Noa Kirel versenyzett Izrael színeiben Liverpoolban, aki harmadik helyezett lett. 2018-as győzelmük óta ez volt a legjobb eredményük. 2024-ben ötödikek, 2025-ben másodikak lettek.

### Nyelvhasználat
Izrael 1973-as debütálásakor eltörölték a nyelvhasználatot korlátozó szabályt, de ők ekkor is az ország hivatalos nyelvén, héberül énekeltek. Ez a szabály 1977-ben ismét érvénybe lépett, és végül 1999-ben törölték el. Egészen 2015-ig minden daluk tartalmazott héber nyelvű részt, azóta viszont kizárólag teljes egészében angol nyelvű dalokkal indultak.
Eddigi negyvenhét versenydalukból huszonnégy héber nyelvű, öt angol nyelvű, tizennyolc kevert nyelvű: tizenöt héber és angol, kettő héber, angol és francia, egy pedig héber, angol és arab nyelvű volt.

### Nemzeti döntő
Az izraeli nemzeti döntő 2015 óta a Rising Star tehetségkutató műsor a 2021-es év kihagyásával, amikor a 2020-as képviselőjük új lehetőséget kapott a műsorszolgáltatótól, miután elmaradt a verseny a Covid19-pandémia miatt. Korábban a Kdam Eurovision válogatót használták, melyet 1978-ban rendezték meg először, és azóta néhány kivételtől eltekintve 2014-ig minden alkalommal megrendezték.
1973 és 1977 között az izraeli tévé nemzeti döntő nélküli belső kiválasztással döntött az induló kilétéről. Ezt a módszert alkalmazták később 1990-ben, 1998 és 2000 között minden évben, majd 2002 és 2004 között, 2007-ben és 2012-ben is.
A többi évben rendeztek nemzeti válogatót. Ezeken általában tizenkettő előadó vett részt, akik közül regionális zsűrik szavazatai alapján választották ki a győztest. 2001 óta a nézők is részt vesznek a döntésben, telefonos szavazás segítségével.
Egy előadó részvételével rendezték a nemzeti döntőt 2003-ban, 2004-ben és 2007 óta minden évben. A dalok közül egy zsűri és a nézők választották ki a győztest.

## Résztvevők
| Év   | Előadó                            | Dal                       | Magyar fordítás                 | Döntő                          | Pontszám                       | Elődöntő             | Pontszám             |
| ---- | --------------------------------- | ------------------------- | ------------------------------- | ------------------------------ | ------------------------------ | -------------------- | -------------------- |
| 1973 | Ilanit                            | É sam                     | Valahol                         | 4.                             | 97                             | Nem volt elődöntő    | Nem volt elődöntő    |
| 1974 | Poogy                             | Natati la chajaj          | Neki adtam az életemet          | 7.                             | 11                             | Nem volt elődöntő    | Nem volt elődöntő    |
| 1975 | Shlomo Artzi                      | At Va'Ani                 | Te és én                        | 11.                            | 40                             | Nem volt elődöntő    | Nem volt elődöntő    |
| 1976 | Chocolate Menta Mastik            | Emor Shalom               | Köszönj                         | 6.                             | 77                             | Nem volt elődöntő    | Nem volt elődöntő    |
| 1977 | Ilanit                            | Ahava hi sir lisnajim     | A szerelem egy dal két embernek | 11.                            | 49                             | Nem volt elődöntő    | Nem volt elődöntő    |
| 1978 | Izhar Cohen & Alphabeta           | A-Ba-Ni-Bi                | Sze-ret-lek                     | 1.                             | 157                            | Nem volt elődöntő    | Nem volt elődöntő    |
| 1979 | Gali Atari & Milk and Honey       | Hallelujah                | Hallelúja                       | 1.                             | 125                            | Nem volt elődöntő    | Nem volt elődöntő    |
|      |                                   |                           |                                 |                                |                                | Nem volt elődöntő    | Nem volt elődöntő    |
| 1981 | Hakol Over Habibi                 | Halayla                   | Ma éjjel                        | 7.                             | 56                             | Nem volt elődöntő    | Nem volt elődöntő    |
| 1982 | Avi Toledano                      | Hora                      | Kóló                            | 2.                             | 100                            | Nem volt elődöntő    | Nem volt elődöntő    |
| 1983 | Ofra Haza                         | Khay                      | Élek                            | 2.                             | 136                            | Nem volt elődöntő    | Nem volt elődöntő    |
|      |                                   |                           |                                 |                                |                                | Nem volt elődöntő    | Nem volt elődöntő    |
| 1985 | Izhar Cohen                       | Olé, Olé                  | Fel, fel                        | 5.                             | 93                             | Nem volt elődöntő    | Nem volt elődöntő    |
| 1986 | Moti Giladi és Sarai Tzuriel      | Yavo Yom                  | Új nap jön                      | 19.                            | 7                              | Nem volt elődöntő    | Nem volt elődöntő    |
| 1987 | Datner & Kushnir                  | Shir Habatlanim           | Naplopók dala                   | 8.                             | 73                             | Nem volt elődöntő    | Nem volt elődöntő    |
| 1988 | Yardena Arazi                     | Ben Adam                  | Emberi lény                     | 7.                             | 85                             | Nem volt elődöntő    | Nem volt elődöntő    |
| 1989 | Gili és Galit                     | Derekh Hamelekh           | A király útja                   | 12.                            | 50                             | Nem volt elődöntő    | Nem volt elődöntő    |
| 1990 | Rita                              | Shara Barkhovot           | Ének az utcán                   | 18.                            | 16                             | Nem volt elődöntő    | Nem volt elődöntő    |
| 1991 | Duo Datz                          | Kan                       | Itt                             | 3.                             | 139                            | Nem volt elődöntő    | Nem volt elődöntő    |
| 1992 | Dafna Dekel                       | Ze Rak Sport              | Ez csak sport                   | 6.                             | 85                             | Nem volt elődöntő    | Nem volt elődöntő    |
| 1993 | Sarah'le Sharon & The Shiru Group | Shiru                     | Énekelj                         | 24.                            | 4                              | Nem volt elődöntő    | Nem volt elődöntő    |
|      |                                   |                           |                                 |                                |                                | Nem volt elődöntő    | Nem volt elődöntő    |
| 1995 | Liora                             | Amen                      | Ámen                            | 8.                             | 81                             | Nem volt elődöntő    | Nem volt elődöntő    |
| 1996 | Galit Bell                        | Shalom ’olam              | Üdv, béke                       | Nem jutott ki a dalfesztiválra | Nem jutott ki a dalfesztiválra | Nem volt elődöntő    | Nem volt elődöntő    |
|      |                                   |                           |                                 |                                |                                | Nem volt elődöntő    | Nem volt elődöntő    |
| 1998 | Dana International                | Diva                      | Díva                            | 1.                             | 172                            | Nem volt elődöntő    | Nem volt elődöntő    |
| 1999 | Eden                              | Yom Huledet               | Születésnap                     | 5.                             | 93                             | Nem volt elődöntő    | Nem volt elődöntő    |
| 2000 | PingPong                          | Sameyach                  | Légy boldog                     | 22.                            | 7                              | Nem volt elődöntő    | Nem volt elődöntő    |
| 2001 | Tal Sondak                        | En Davar                  | Sose bánd                       | 16.                            | 25                             | Nem volt elődöntő    | Nem volt elődöntő    |
| 2002 | Sarit Hadad                       | Light a Candle            | Gyújts egy gyertyát             | 12.                            | 37                             | Nem volt elődöntő    | Nem volt elődöntő    |
| 2003 | Lior Narkis                       | Milim La'Ahava            | Szavak a szerelemre             | 19.                            | 17                             | Nem volt elődöntő    | Nem volt elődöntő    |
| 2004 | David D'Or                        | Leha'amin                 | Hinni                           | Nem jutott be a döntőbe        | Nem jutott be a döntőbe        | 12.                  | 57                   |
| 2005 | Shiri Maimon                      | Hasheket Shenish’ar       | A csend, mely megmarad          | 4.                             | 154                            | 7.                   | 158                  |
| 2006 | Eddie Butler                      | Together We Are One       | Együtt egyek vagyunk            | 23.                            | 4                              | Automatikusan döntős | Automatikusan döntős |
| 2007 | Teapacks                          | Push the Button           | Nyomd a gombot                  | Nem jutott be a döntőbe        | Nem jutott be a döntőbe        | 24.                  | 17                   |
| 2008 | Boaz                              | The Fire in Your Eyes     | A tűz a szemeidben              | 9.                             | 124                            | 5.                   | 104                  |
| 2009 | Noa és Mira Awad                  | There Must Be Another Way | Kell lennie egy másik útnak     | 16.                            | 53                             | 7.                   | 75                   |
| 2010 | Harel Skaat                       | Milim                     | Szavak                          | 14.                            | 71                             | 8.                   | 71                   |
| 2011 | Dana International                | Ding Dong                 | —                               | Nem jutott be a döntőbe        | Nem jutott be a döntőbe        | 15.                  | 38                   |
| 2012 | Izabo                             | Time                      | Idő                             | Nem jutott be a döntőbe        | Nem jutott be a döntőbe        | 13.                  | 33                   |
| 2013 | Moran Mazor                       | Rak bishvilo              | Csak neki                       | Nem jutott be a döntőbe        | Nem jutott be a döntőbe        | 14.                  | 40                   |
| 2014 | Mei Feingold                      | Same Heart                | Ugyanaz a szív                  | Nem jutott be a döntőbe        | Nem jutott be a döntőbe        | 14.                  | 19                   |
| 2015 | Nadav Guedj                       | Golden Boy                | Arany fiú                       | 9.                             | 97                             | 3.                   | 151                  |
| 2016 | Hovi Star                         | Made of Stars             | Csillagokból készült            | 14.                            | 135                            | 7.                   | 147                  |
| 2017 | Imri                              | I Feel Alive              | Úgy érzem, élek                 | 23.                            | 39                             | 3.                   | 207                  |
| 2018 | Netta                             | Toy                       | Játék                           | 1.                             | 529                            | 1.                   | 283                  |
| 2019 | Kobi Marimi                       | Home                      | Otthon                          | 23.                            | 35                             | Automatikusan döntős | Automatikusan döntős |
| 2020 | Eden Alene                        | Feker libi                | Kedvesem                        | Elmaradt a verseny             | Elmaradt a verseny             | Elmaradt a verseny   | Elmaradt a verseny   |
| 2021 | Eden Alene                        | Set Me Free               | Szabadíts fel                   | 17.                            | 93                             | 5.                   | 192                  |
| 2022 | Michael Ben-David                 | I.M                       | VAGYOK                          | Nem jutott be a döntőbe        | Nem jutott be a döntőbe        | 13.                  | 61                   |
| 2023 | Noa Kirel                         | Unicorn                   | Unikornis                       | 3.                             | 362                            | 3.                   | 127                  |
| 2024 | Eden Golan                        | Hurricane                 | Forgószél                       | 5.                             | 375                            | 1.                   | 194                  |
| 2025 | Yuval Raphael                     | New Day Will Rise         | Új nap kel fel                  | 2.                             | 357                            | 1.                   | 203                  |
| 2026 |                                   |                           |                                 |                                |                                |                      |                      |

## Szavazástörténet

### 1973–2023
| Hely | Ország             | Pont |
| ---- | ------------------ | ---- |
| 1.   | Svédország         | 204  |
| 2.   | Franciaország      | 176  |
| 3.   | Egyesült Királyság | 175  |
| 4.   | Oroszország        | 151  |
| 5.   | Ukrajna            | 149  |
| 6.   | Spanyolország      | 136  |
| 7.   | Hollandia          | 123  |
| 8.   | Norvégia           | 123  |
| 9.   | Dánia              | 109  |
| 10.  | Olaszország        | 103  |

| Hely | Ország             | Pont |
| ---- | ------------------ | ---- |
| 1.   | Franciaország      | 237  |
| 2.   | Finnország         | 160  |
| 3.   | Hollandia          | 150  |
| 4.   | Svájc              | 149  |
| 5.   | Egyesült Királyság | 148  |
| 6.   | Spanyolország      | 142  |
| 7.   | Németország        | 141  |
| 8.   | Belgium            | 139  |
| 9.   | Portugália         | 134  |
| 10.  | Norvégia           | 130  |

Izrael még sosem adott pontot a döntőben a következő országoknak: Észak-Macedónia, San Marino és Szlovákia
Izrael mindegyik országtól kapott legalább egy pontot az döntőkben

## Rendezések

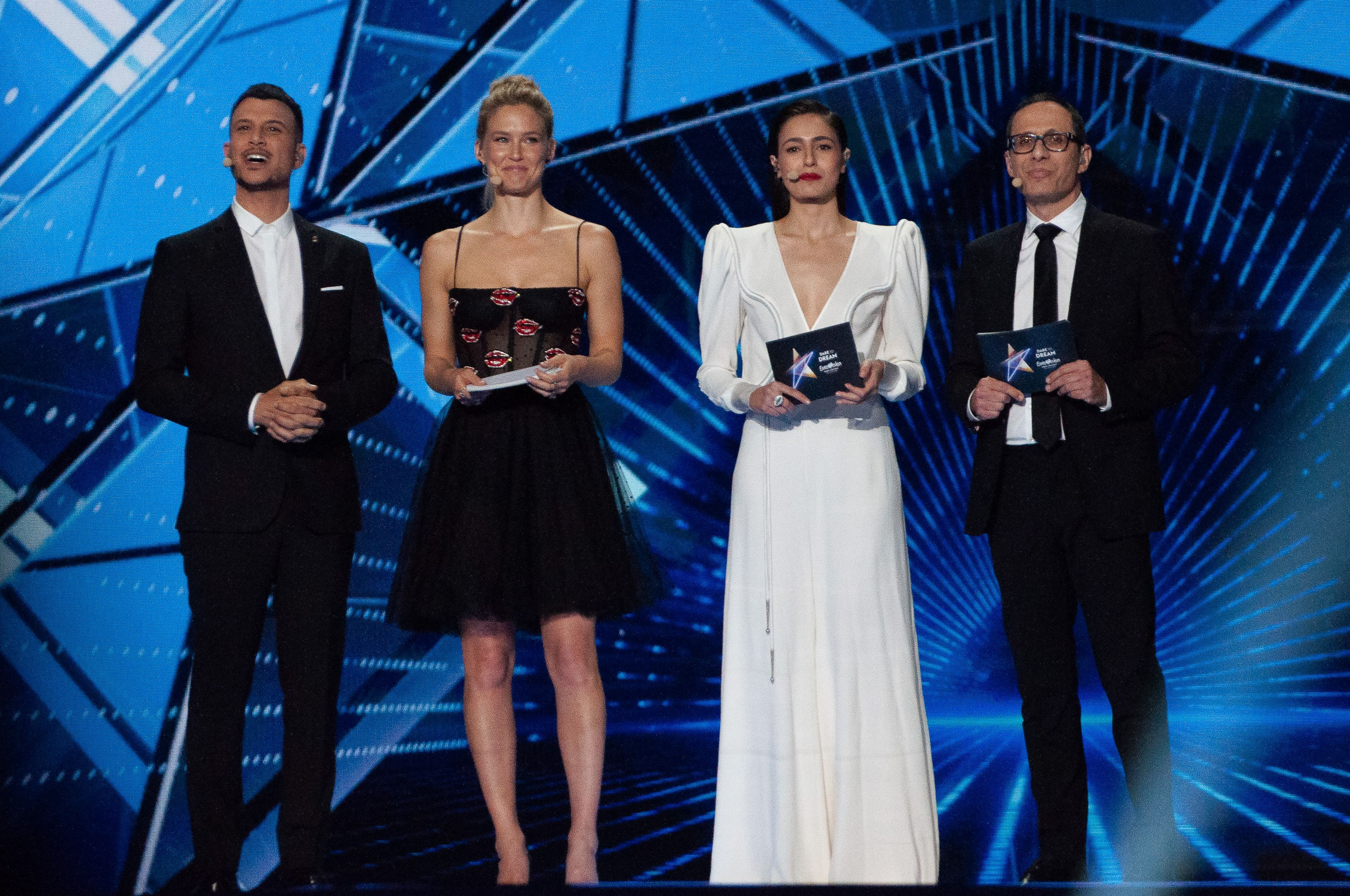
A 2019-es verseny műsorvezetői.

| Év   | Város              | Helyszín       | Műsorvezető(k)                               |
| ---- | ------------------ | -------------- | -------------------------------------------- |
| 1979 | Izrael, Jeruzsálem | Binyanei HaUma | Yardena Arazi, Daniel Pe'er                  |
| 1999 | Izrael, Jeruzsálem | Binyanei HaUma | Dafna Dekel, Sigal Shachamon, Yigal Ravid    |
| 2019 | Izrael, Tel-Aviv   | Expo Tel-Aviv  | Erez Tal, Bar Refaeli, Assi Azar, Lucy Ayoub |

## Háttér
| Év   | Rendező    | Kommentátor | Pontbejelentő                                    |
| ---- | ---------- | --- | ------------------------------------------------ |
| 1973 | Luxembourg | Nem volt | N/A                                              |
| 1974 | Brighton   | Nem volt | Yitzhak Shim'oni                                 |
| 1975 | Stockholm  | Nem volt | Yitzhak Shim'oni                                 |
| 1976 | Hága       | Nem volt | Yitzhak Shim'oni                                 |
| 1977 | London     | Nem volt | Yitzhak Shim'oni                                 |
| 1978 | Párizs     | Nem volt | Yitzhak Shim'oni                                 |
| 1979 | Jeruzsálem | Yoram Arbel | Dan Kaner                                        |
| 1980 | Hága       | Nem vettek részt és nem közvetítették a versenyt                                                                                | Nem vettek részt és nem közvetítették a versenyt |
| 1981 | Dublin     | Nem volt | Dan Kaner                                        |
| 1982 | Harrogate  | Nem volt | Yitzhak Shim'oni                                 |
| 1983 | München    | Nem volt | Yitzhak Shim'oni                                 |
| 1984 | Luxembourg | Nem volt | Nem vettek részt                                 |
| 1985 | Göteborg   | Nem volt | Yitzhak Shim'oni                                 |
| 1986 | Bergen     | Nem volt | Yitzhak Shim'oni                                 |
| 1987 | Brüsszel   | Nem volt | Yitzhak Shim'oni                                 |
| 1988 | Dublin     | Nem volt | Yitzhak Shim'oni                                 |
| 1989 | Lausanne   | Nem volt | Yitzhak Shim'oni                                 |
| 1990 | Zágráb     | Nem volt | Yitzhak Shim'oni                                 |
| 1991 | Róma       | Nem volt | Yitzhak Shim'oni                                 |
| 1992 | Malmö      | Nem volt | Daniel Pe'er                                     |
| 1993 | Millstreet | Daniel Pe'er | Danny Rup                                        |
| 1994 | Dublin     | Nem volt | Nem vettek részt                                 |
| 1995 | Dublin     | Nem volt | Daniel Pe'er                                     |
| 1996 | Oslo       | Nem volt | Nem vettek részt                                 |
| 1997 | Dublin     | Nem vettek részt és nem közvetítették a versenyt                                                                                | Nem vettek részt és nem közvetítették a versenyt |
| 1998 | Birmingham | Nem volt | Yigal Ravid                                      |
| 1999 | Jeruzsálem | Nem volt | Yoav Ginai                                       |
| 2000 | Stockholm  | Nem volt | Yoav Ginai                                       |
| 2001 | Koppenhága | Nem volt | Yoav Ginai                                       |
| 2002 | Tallinn    | Nem volt | Michal Zoharetz                                  |
| 2003 | Riga       | Nem volt | Michal Zoharetz                                  |
| 2004 | Isztambul  | Nem volt | Merav Miller                                     |
| 2005 | Kijev      | Nem volt | Dana Herman                                      |
| 2006 | Athén      | Nem volt | Dana Herman                                      |
| 2007 | Helsinki   | Nem volt | Jason Danino-Holt                                |
| 2008 | Belgrád    | Nem volt | Noa Barak-Weshler                                |
| 2009 | Moszkva    | Nem volt | Ofer Nachshon                                    |
| 2010 | Oslo       | Nem volt | Ofer Nachshon                                    |
| 2011 | Düsseldorf | Nem volt | Ofer Nachshon                                    |
| 2012 | Baku       | Nem volt | Ofer Nachshon                                    |
| 2013 | Malmö      | Nem volt | Ofer Nachshon                                    |
| 2014 | Koppenhága | Nem volt | Ofer Nachshon                                    |
| 2015 | Bécs       | Nem volt | Ofer Nachshon                                    |
| 2016 | Stockholm  | Nem volt | Ofer Nachshon                                    |
| 2017 | Kijev      | Nem volt | Ofer Nachshon                                    |
| 2018 | Lisszabon  | Assaf Liberman és Shir Reuven (első elődöntő) Itai Herman és Goel Pinto (második elődöntő) Erez Tal és Idit Hershkowitz (döntő) | Lucy Ayoub                                       |
| 2019 | Tel-Aviv   | Sharon Taicher és Eran Zarachowicz                                                                                              | Izhar Cohen                                      |
| 2021 | Rotterdam  | Assaf Lieberman (összes adás) Guela Even (első elődöntő és döntő) Akiva Novik (második elődöntő)                                | Lucy Ayoub                                       |
| 2022 | Torino     | Asaf Liberman és Akiva Novick                                                                                                   | Daniel Styopin                                   |
| 2023 | Liverpool  | Asaf Liberman és Akiva Novick                                                                                                   | Ilanit                                           |
| 2024 | Malmö      | Asaf Liberman és Akiva Novick                                                                                                   | Maya Alkulumbre                                  |
| 2025 | Bázel      | Asaf Liberman és Akiva Novick                                                                                                   | Eden Golan                                       |
| 2026 | Bécs       | |                                                  |

## Díjak

### Marcel Bezençon-díj
| Kategória       | Év   | Előadó      | Dal   | Zeneszerző(k) Szöveg / zene | Eredmény az Eurovízión | Eredmény az Eurovízión | Helyszín       |
| Kategória       | Év   | Előadó      | Dal   | Zeneszerző(k) Szöveg / zene | Helyezés               | Pontszám               | Helyszín       |
| --------------- | ---- | ----------- | ----- | --------------------------- | ---------------------- | ---------------------- | -------------- |
| Sajtódíj        | 2010 | Harel Skaat | Milim | Tomer Adaddi, Noam Horev    | 14.                    | 71                     | Norvégia, Oslo |
| Művészati díj   | 2010 | Harel Skaat | Milim | Tomer Adaddi, Noam Horev    | 14.                    | 71                     | Norvégia, Oslo |
| Zeneszerzői díj | 2010 | Harel Skaat | Milim | Tomer Adaddi, Noam Horev    | 14.                    | 71                     | Norvégia, Oslo |

### OGAE-szavazás
| Kategória              | Év   | Előadó | Dal | Eredmény az Eurovízión | Eredmény az Eurovízión | Helyszín              |
| Kategória              | Év   | Előadó | Dal | Helyezés               | Pontszám               | Helyszín              |
| ---------------------- | ---- | ------ | --- | ---------------------- | ---------------------- | --------------------- |
| OGAE Song Contest Poll | 2018 | Netta  | Toy | 1.                     | 529                    | Portugália, Lisszabon |

## Galéria

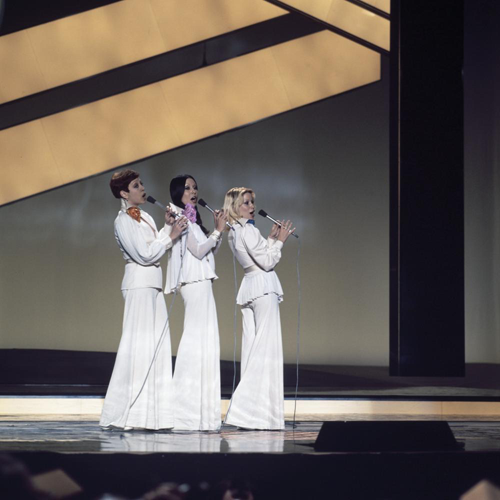
A Chocolate Menta Mastik Hágában (1976)
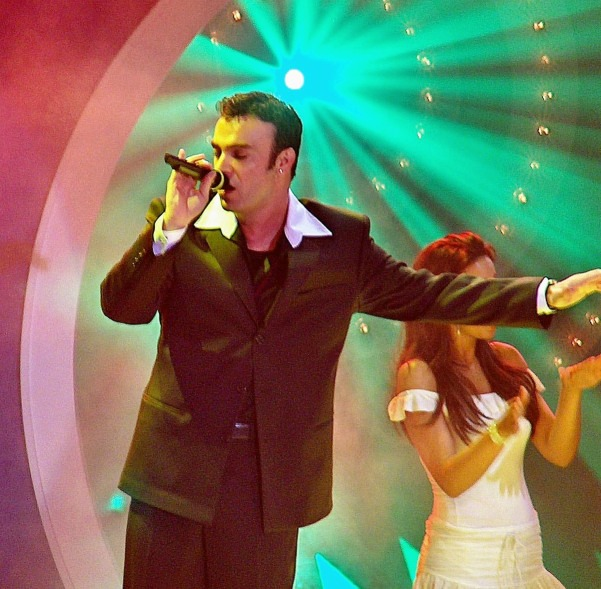
David D'Or Isztambulban (2004)
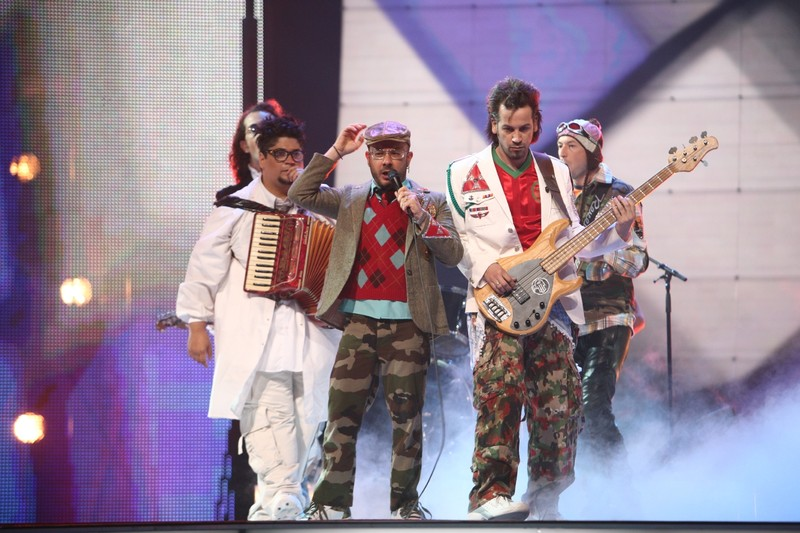
A Teapacks Helsinkiben (2007)
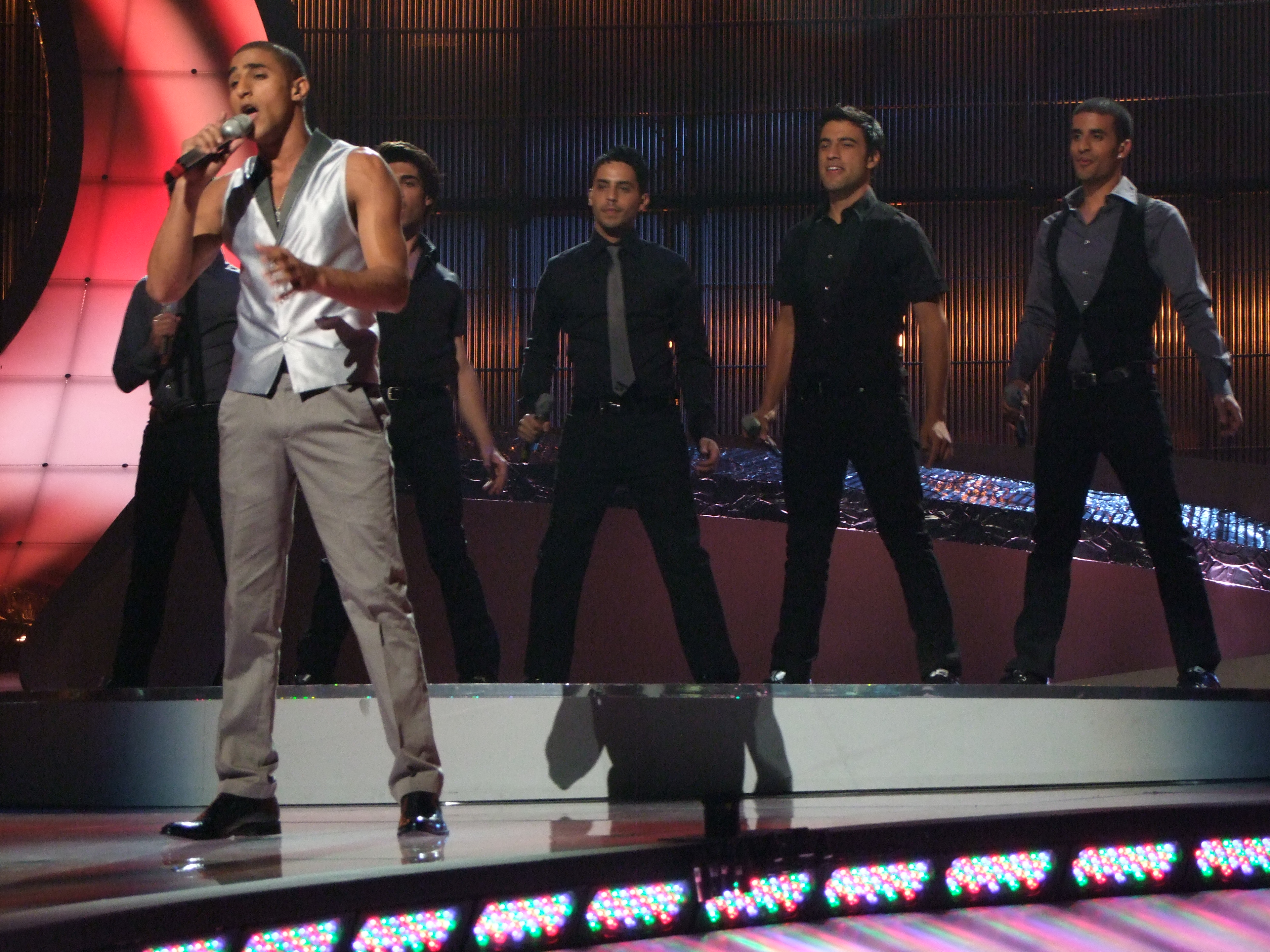
Boaz Belgrádban (2008)
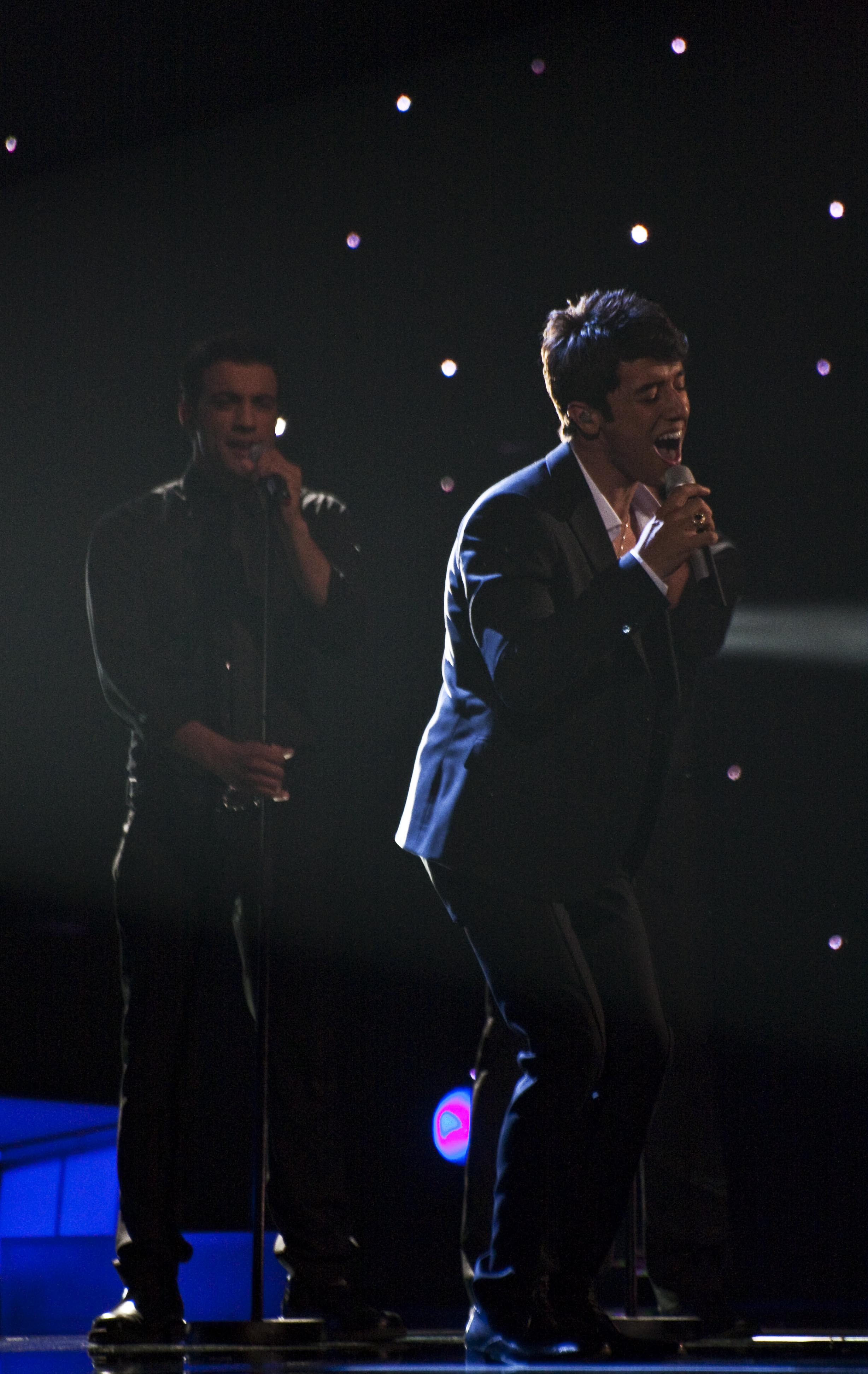
Harel Skaat Osloban (2010)
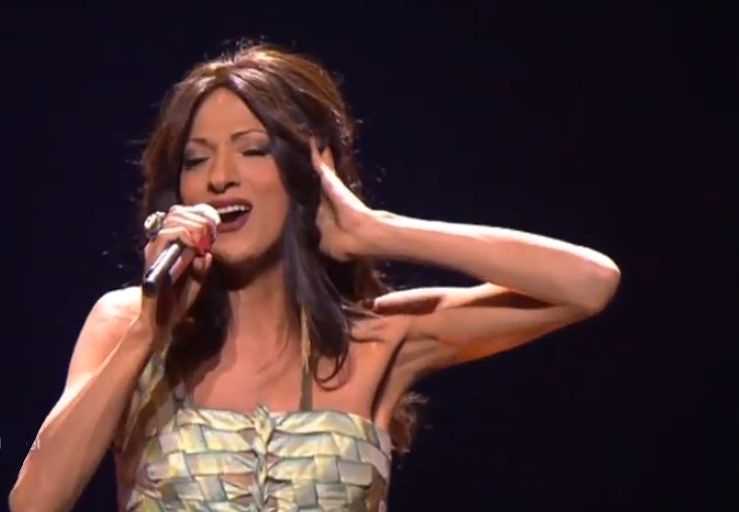
Dana International Düsseldorfban (2011)
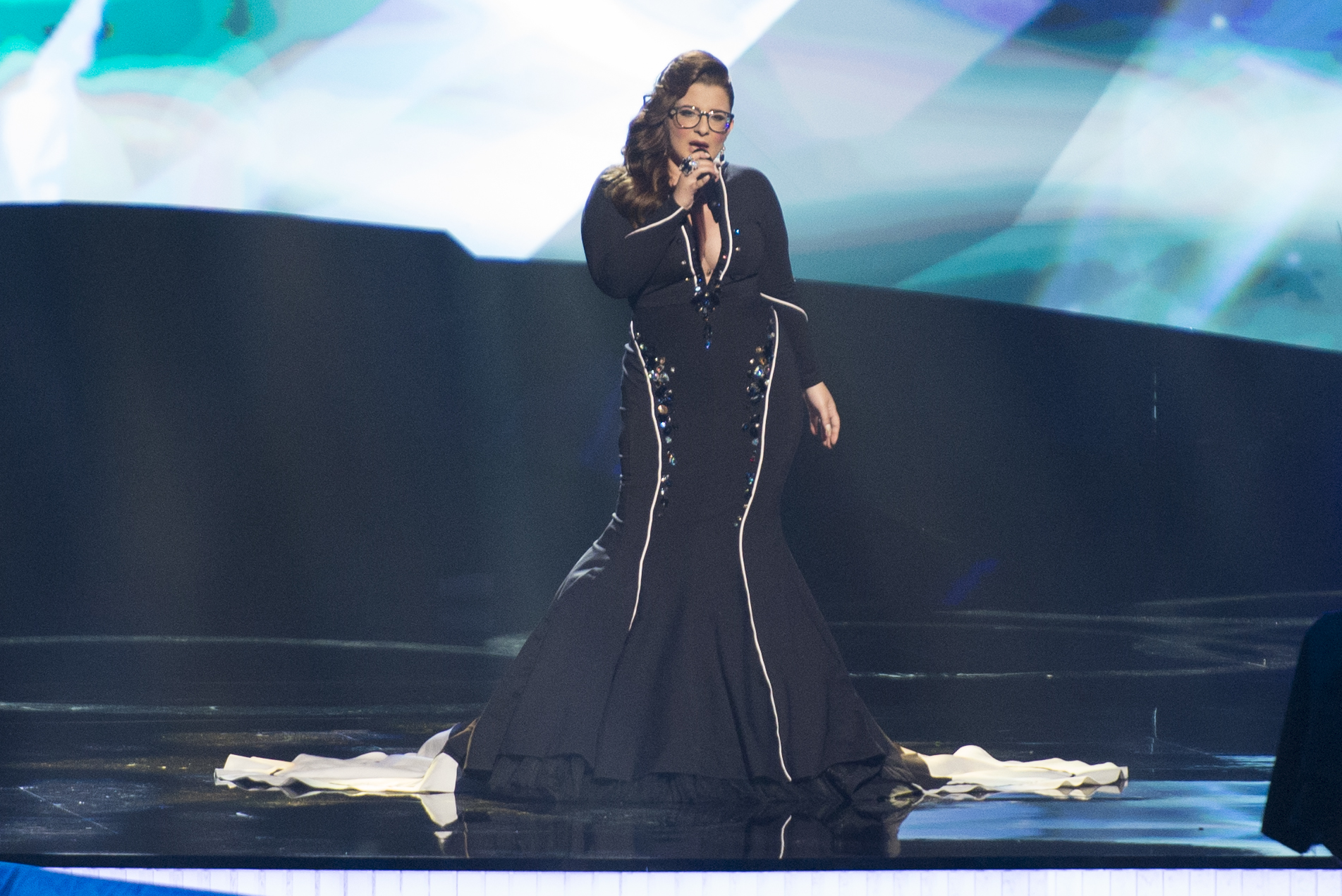
Moran Mazor Malmöben (2013)
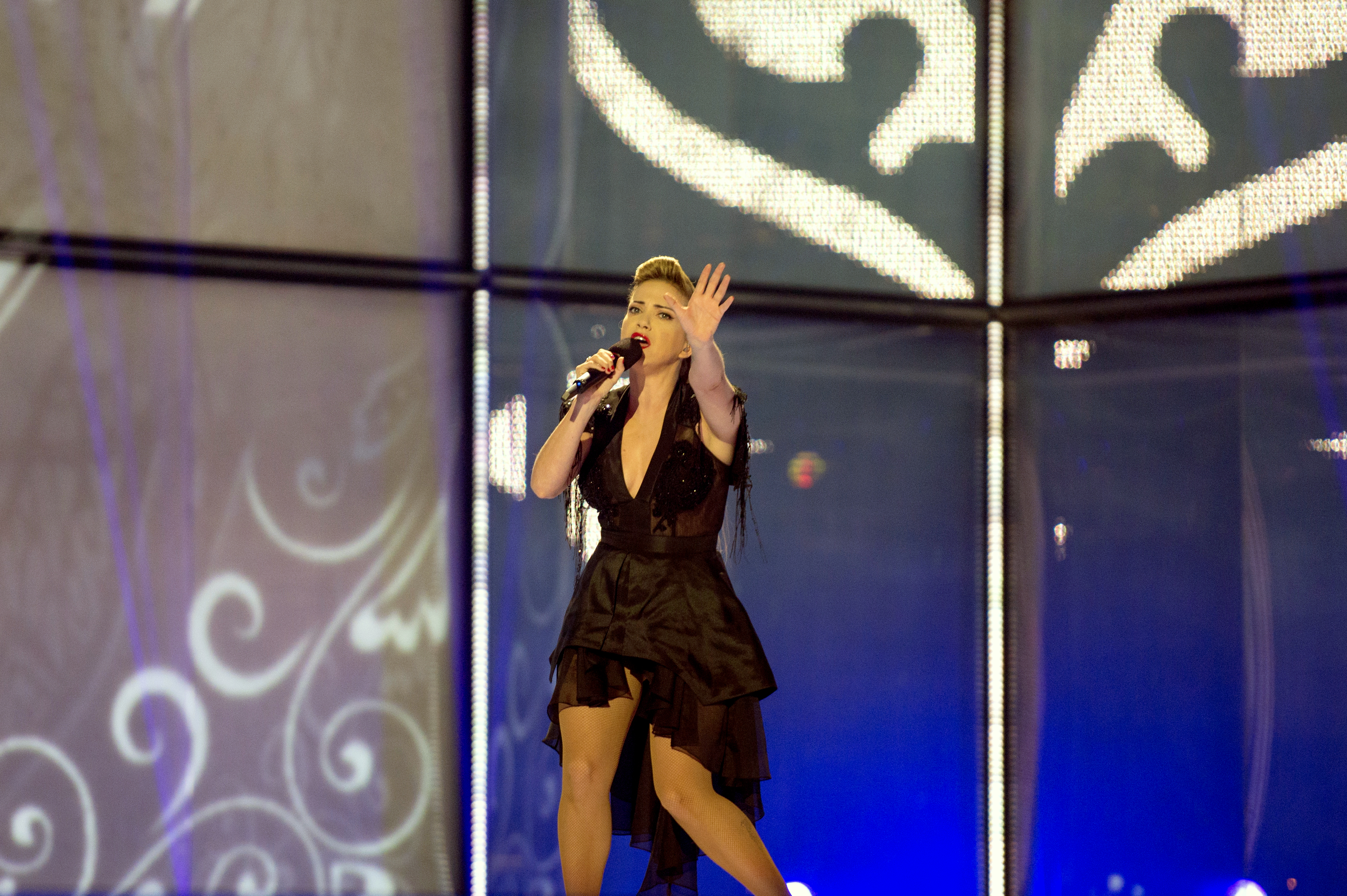
Mei Feingold Koppenhágában (2014)
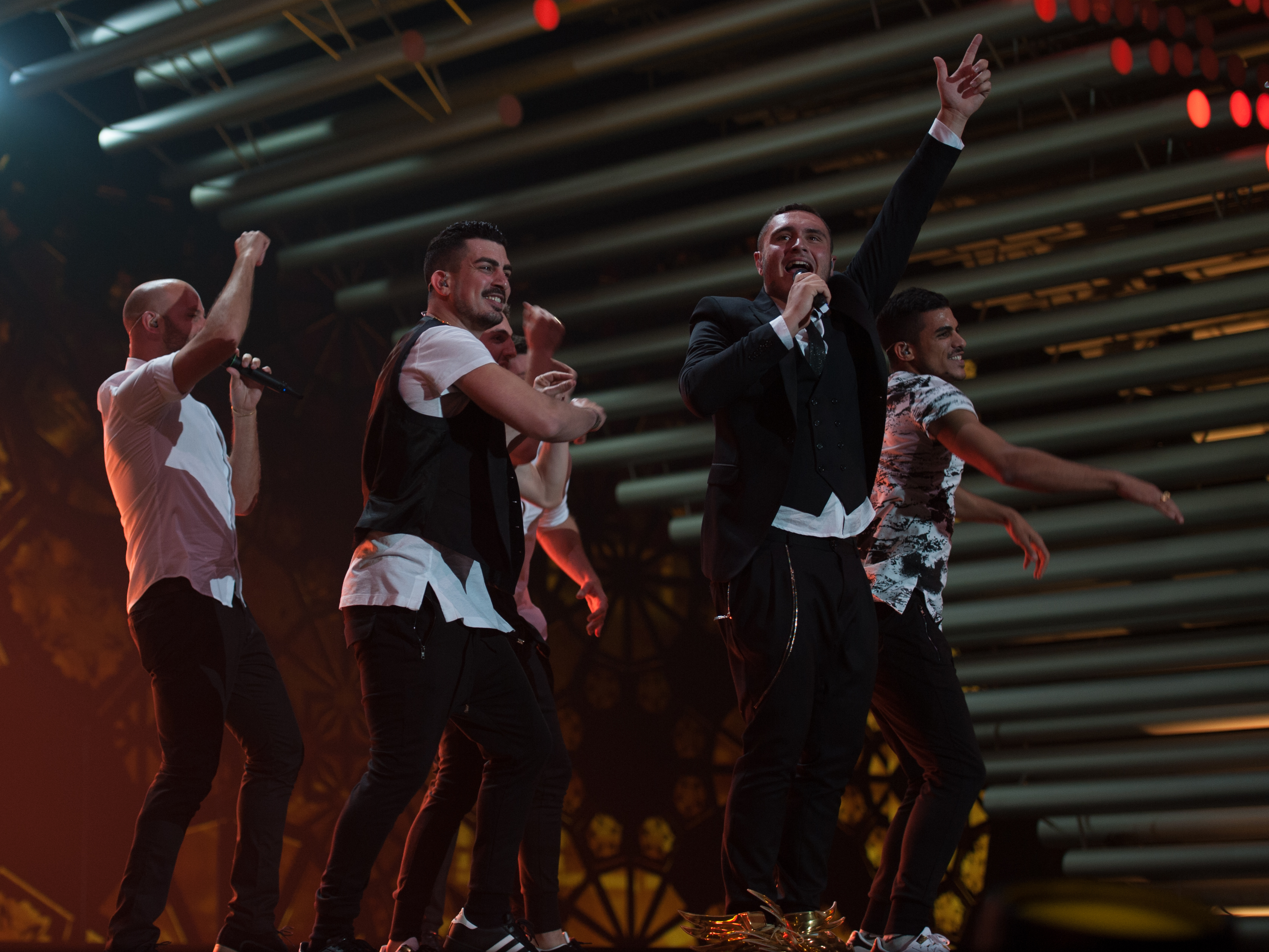
Nadav Guedj Bécsben (2015)
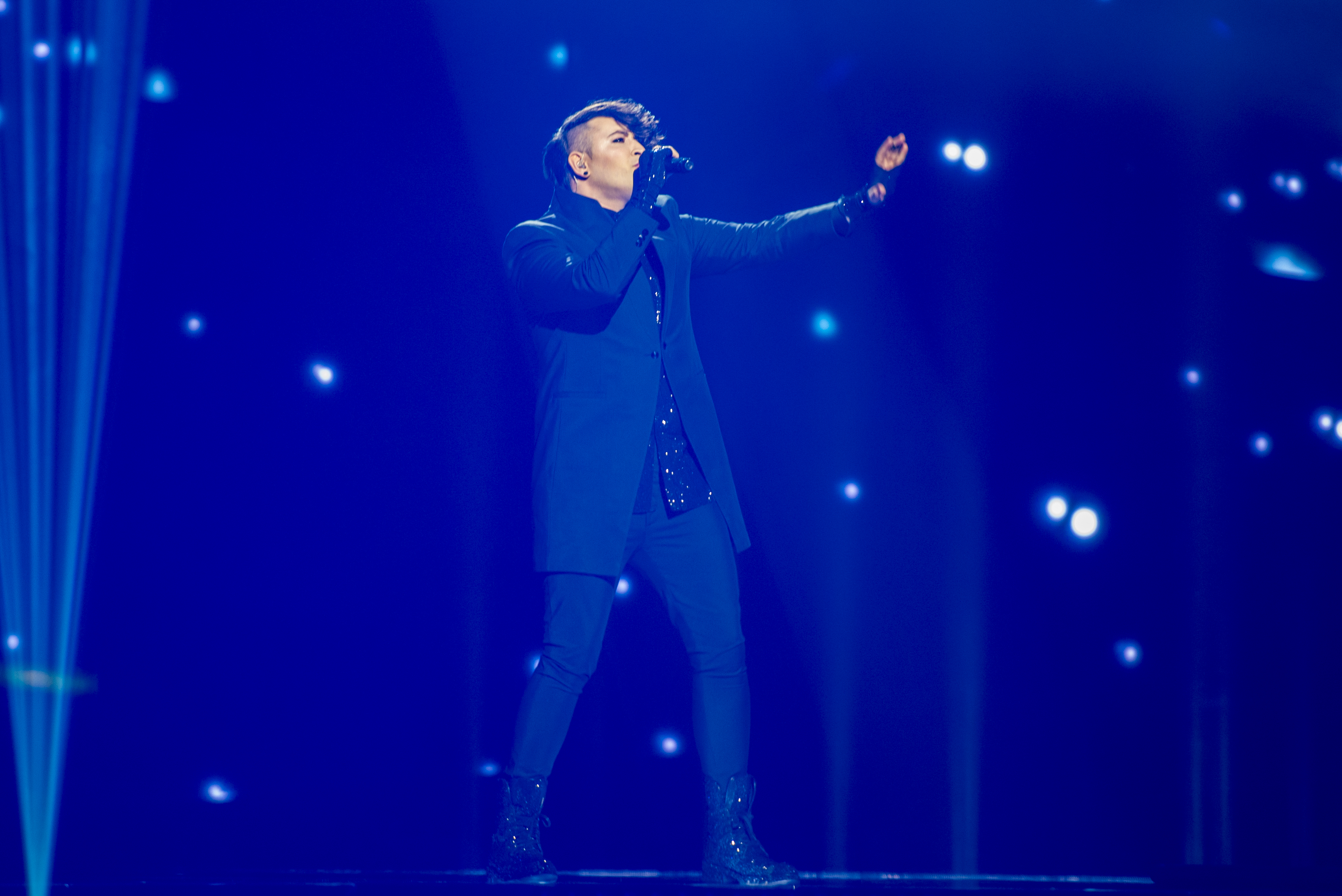
Hovi Star Stockholmban (2016)
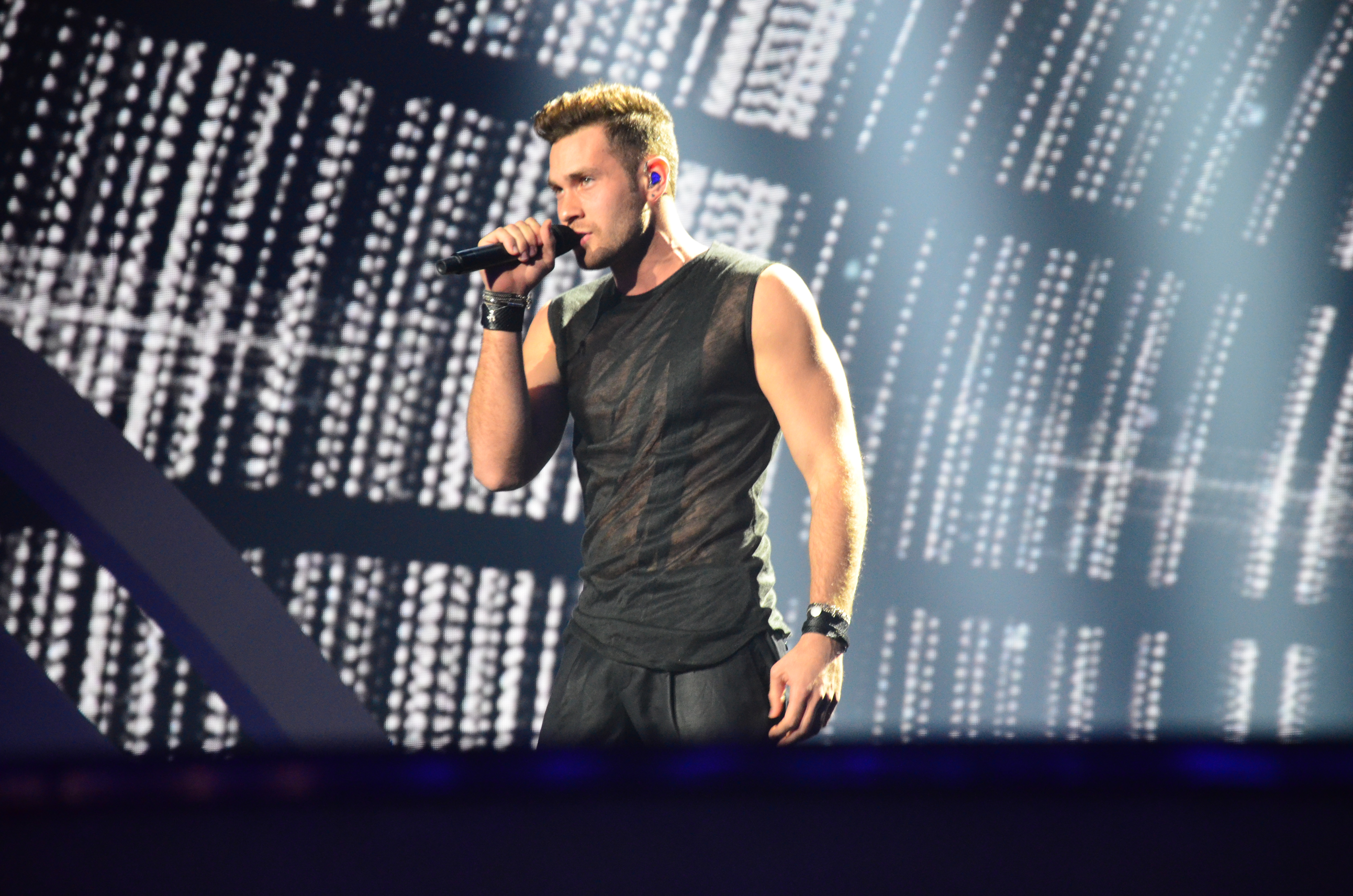
Imri Kijevben (2017)
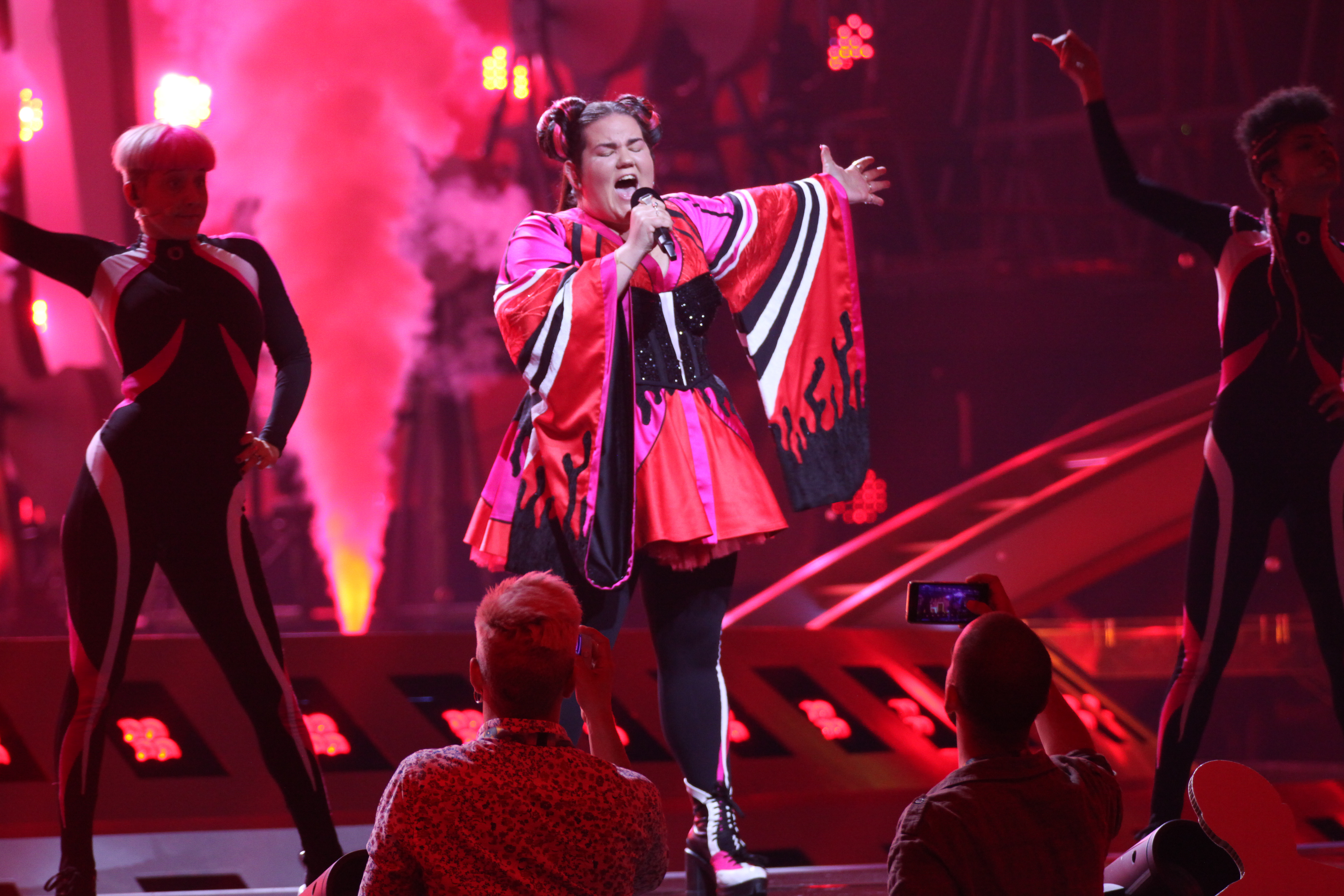
Netta Lisszabonban (2018)
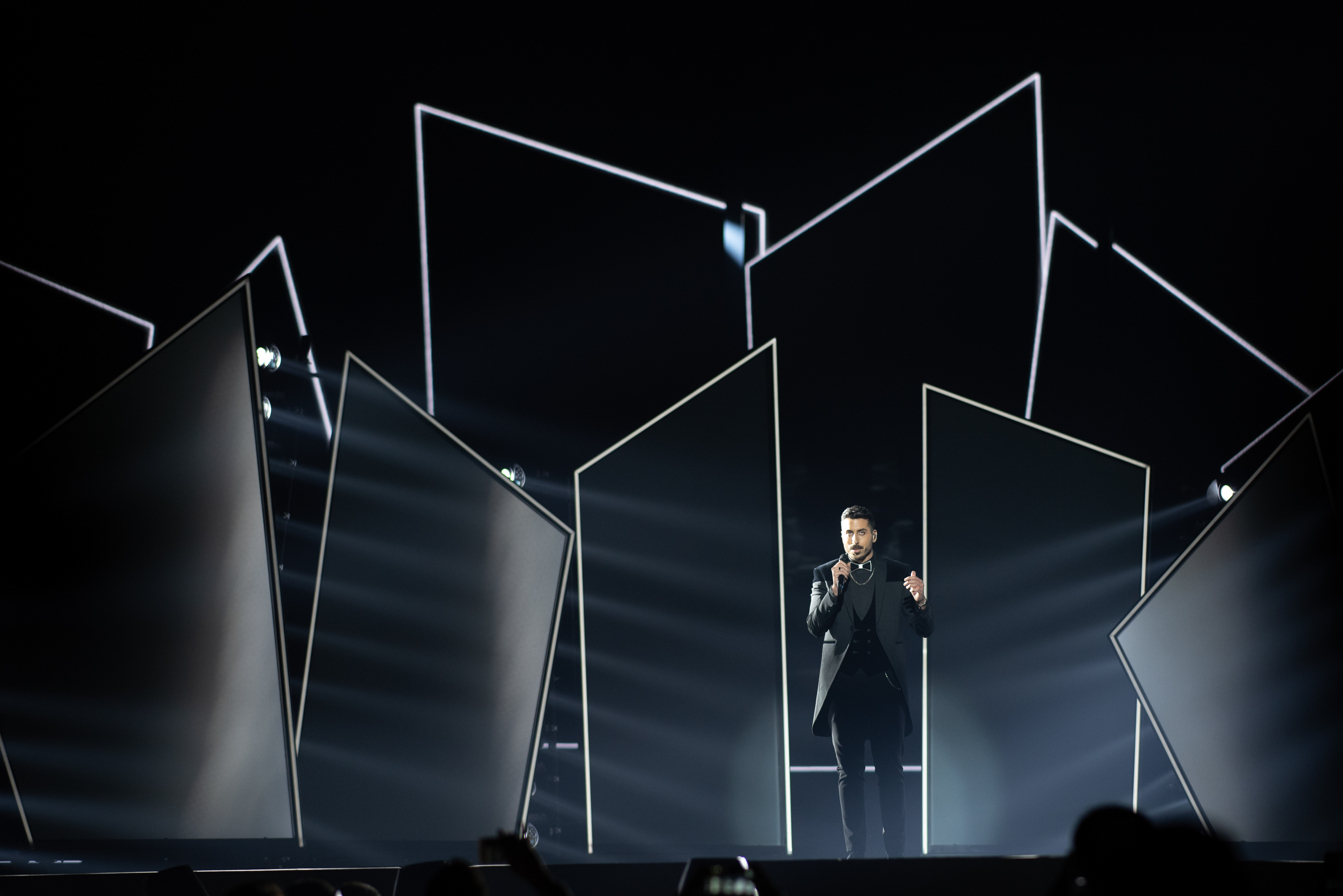
Kobi Marimi Tel-Avivban (2019)
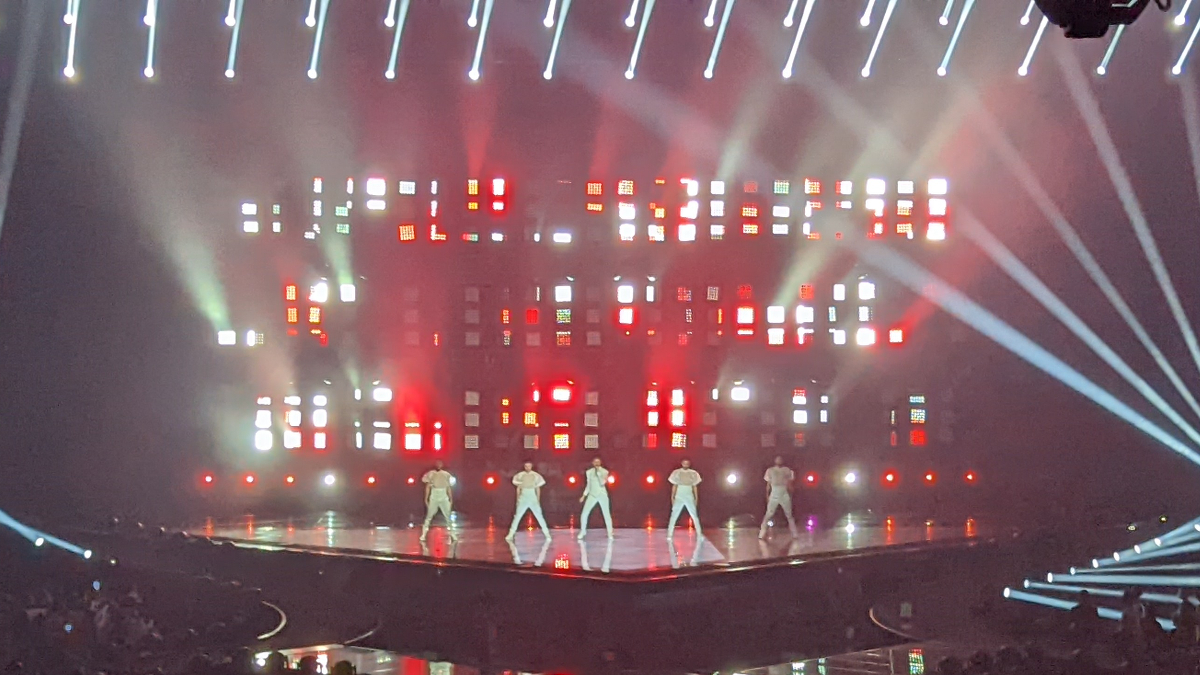
Michael Ben David Torinóban (2022)
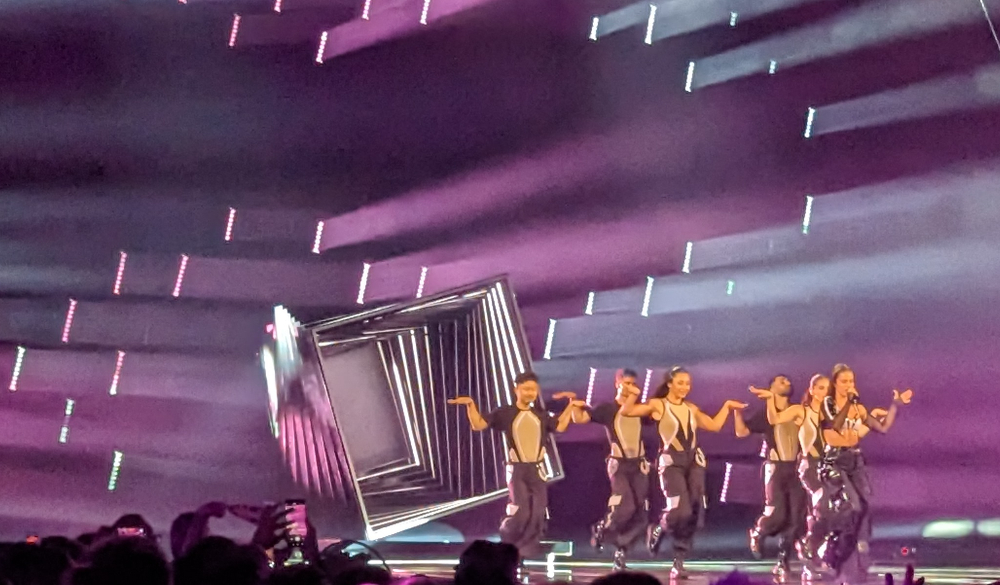
Noa Kirel Liverpoolban (2023)
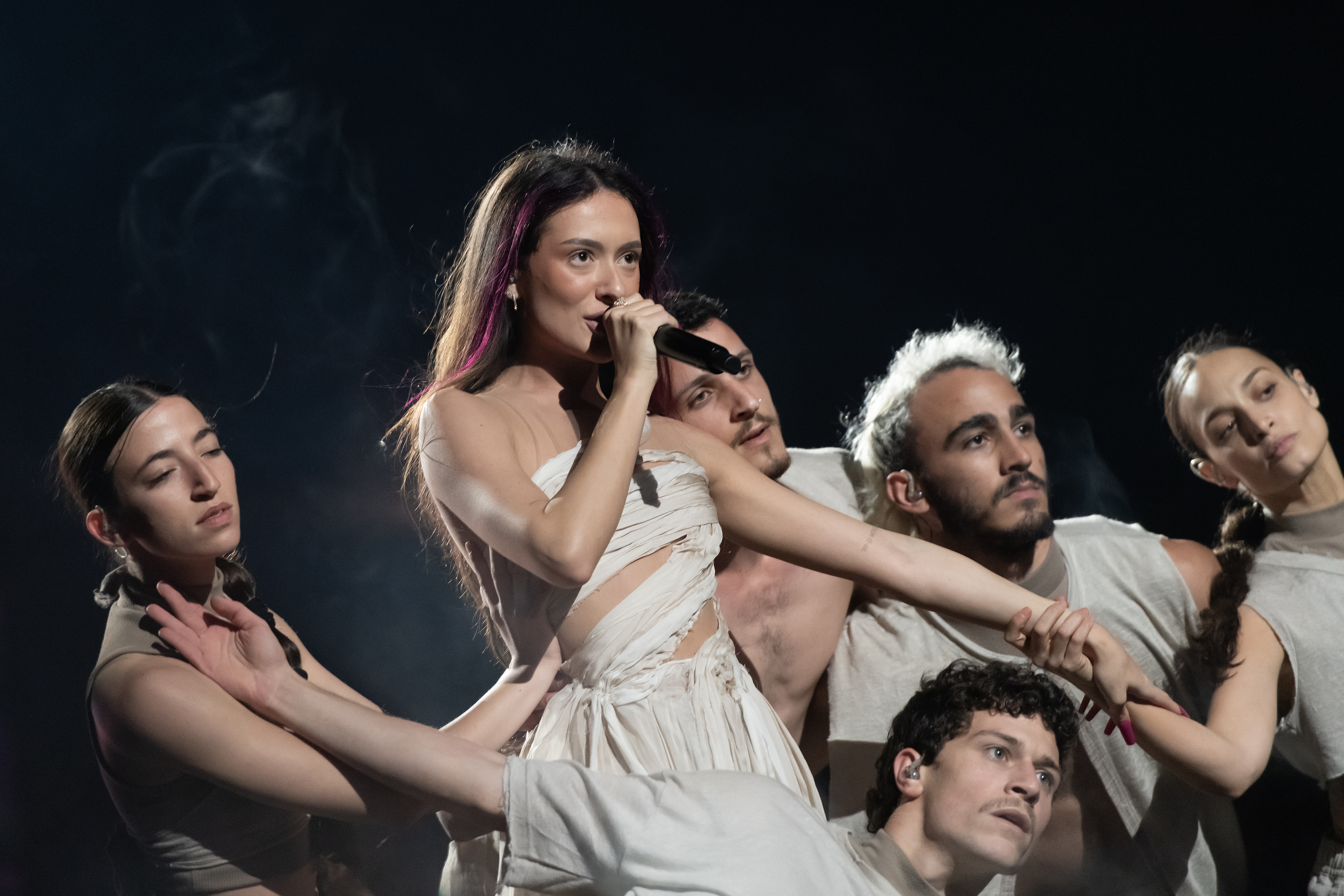
Eden Golan Malmőben (2024)
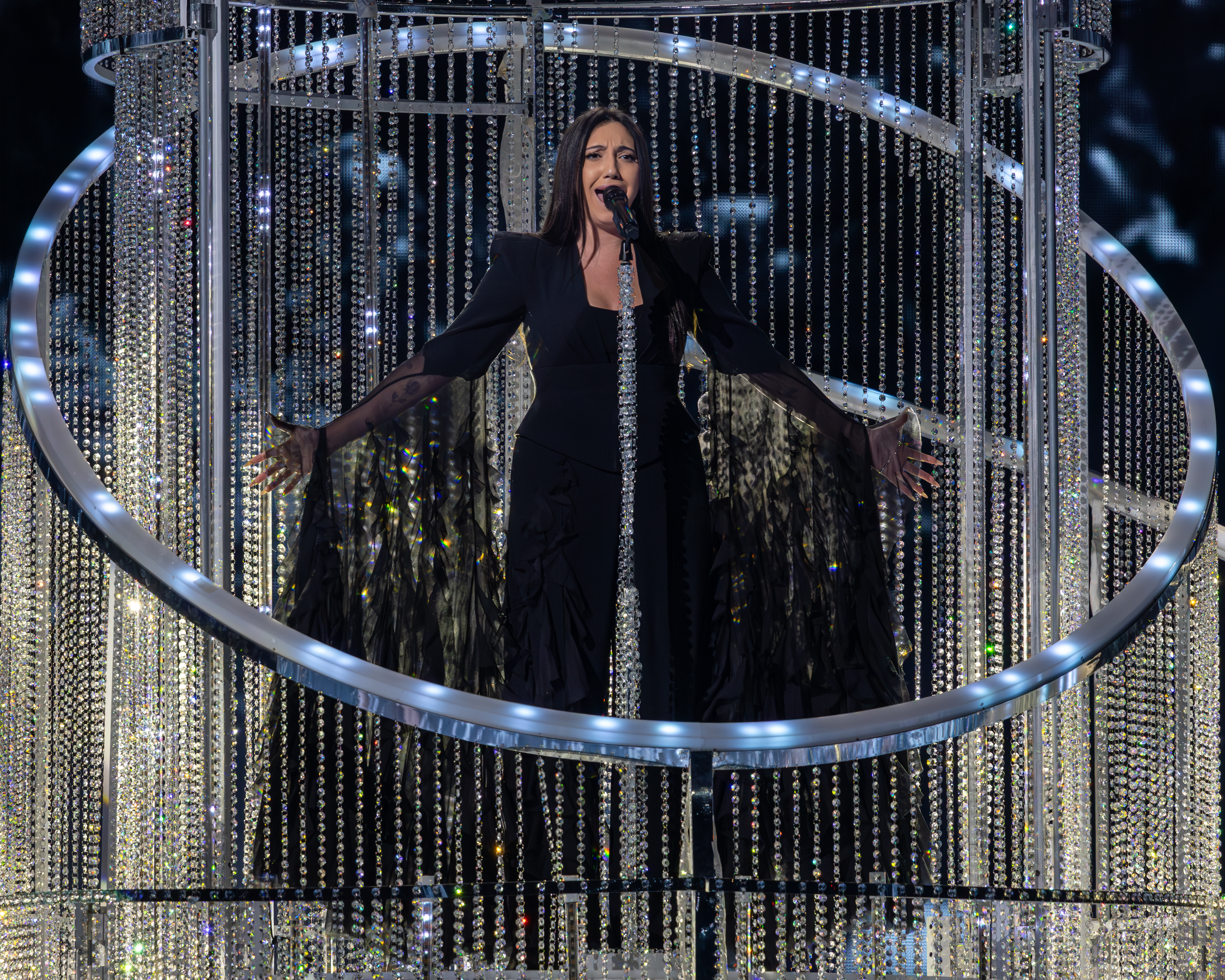
Yuval Raphael Bázelben (2025)

## Lásd még
- Izrael a Junior Eurovíziós Dalfesztiválokon